# Jordan Mason
Jordan Ponchez Mason (geboren am 24. Mai 1999 in Gallatin, Tennessee) ist ein US-amerikanischer American-Football-Spieler auf der Position des Runningbacks. Er spielte College Football für Georgia Tech und steht seit 2025 bei den Minnesota Vikings in der National Football League (NFL) unter Vertrag. Zuvor spielte er drei Jahre lang für die San Francisco 49ers.

## College
Mason begann im Alter von 5 Jahren mit dem Footballspielen und besuchte die Highschool in seiner Heimatstadt Gallatin, Tennessee. Sein Cousin Zaccheus Mason spielte als professioneller Basketballspieler in Frankreich und auf den Philippinen.
Mason ging ab 2017 auf das Georgia Institute of Technology (Georgia Tech), um College Football für die Georgia Tech Yellow Jackets zu spielen. Nach einem Redshirtjahr konnte er sich bereits in seiner ersten Saison 2018 als Starter etablieren. In 13 Spielen stand er fünfmal in der Startaufstellung und erlief 659 Yards sowie sieben Touchdowns. In seiner zweiten Saison kam er auf 899 Yards und sieben Touchdowns. Mason verlor seine Rolle als Starter allerdings in der Saison 2020, als er vier Spiele verletzungsbedingt verpasste und nur zweimal als Starter spielte. In der Saison 2021 war er Ersatzspieler hinter Jahmyr Gibbs. Zwischenzeitlich erwog Mason in seinem letzten College-Jahr, seine Footballkarriere zu beenden, als er mit einer Verletzung kämpfte und in der Saisonmitte kaum auf dem Feld stand. Er beendete die Saison mit 439 Yards als zweiterfolgreichster Runningback der Yellow Jackets nach Gibbs und gab im Dezember 2021 seine Anmeldung für den kommenden NFL Draft bekannt.

## NFL
Mason wurde im NFL Draft 2022 nicht ausgewählt und schloss sich als Undrafted Free Agent den San Francisco 49ers an. In der Preseason erlief er 94 Yards bei 19 Versuchen, sicherte sich seinen Platz im 53-Mann-Kader der 49ers vor allem durch seine Rolle in den Special Teams. Im Laufe der Saison kam Mason dann auch vereinzelt in der Offense der 49ers zum Einsatz und machte dabei insbesondere mit einem Lauf über 55 Yards am 15. Spieltag gegen die Seattle Seahawks auf sich aufmerksam. Am 17. Spieltag gelang ihm gegen die Las Vegas Raiders sein erster Touchdown in der NFL. Insgesamt verzeichnete Mason als Rookie 258 Yards und erzielte dabei 6,0 Yards Raumgewinn pro Lauf.
In der Saison 2023 verzeichnete Mason als Nummer-drei-Runningback der 49ers hinter Christian McCaffrey und Elijah Mitchell 40 Läufe für 206 Yards und drei Touchdowns. Am ersten Spieltag der Saison 2024 war Mason gegen die New York Jets erstmals Starter der 49ers, da McCaffrey verletzungsbedingt ausfiel und Mitchell die Saison verletzungsbedingt verpasste. Beim 32:19-Sieg der 49ers gegen die Jets spielte Mason mit 28 Läufen für 147 Yards und einen Touchdown eine große Rolle. Mason war zu Beginn der Saison einer der erfolgreichsten Runningbacks der Liga, so belegte er nach vier Spieltagen mit 447 erlaufenen Yards Platz zwei in dieser Statistik. Ab dem sechsten Spieltag hatte Mason mit einer Schulterverletzung zu kämpfen, weswegen er teilweise durch Isaac Guerendo vertreten wurde. Anschließend sah er auch durch die Rückkehr von McCaffrey weniger Spielzeit. Am 13. Spieltag zog Mason sich eine Knöchelverstauchung zu, wegen der er den Rest der Saison verpasste. Er beendete die Spielzeit 2024 mit 789 erlaufenen Yards und drei Touchdowns sowie elf gefangenen Pässen für 91 Yards.
Im März 2025 wurde Mason von den Minnesota Vikings per Trade verpflichtet. Für Mason gaben sie einen Sechstrundenpick 2026 an die 49ers ab und tauschten im Draft 2025 Pick 160 gegen Pick 187. Zudem einigte sich Mason infolge des Trades mit den Vikings auf einen Zweijahresvertrag im Wert von bis zu 12 Millionen US-Dollar, davon 7 Millionen garantiert. In Minnesota soll er das Backfield neben Aaron Jones verstärken.

## NFL-Statistiken
| Saison                             | Team   | Spiele | Spiele | Rushing | Rushing | Rushing | Rushing | Rushing | Receiving | Receiving | Receiving | Receiving | Receiving | Fumbles | Fumbles |
| Saison                             | Team   | GP     | GS     | Att     | Yds     | Avg     | Lng     | TD      | Rec       | Yds       | Avg       | Lng       | TD        | Fum     | Lost    |
| ---------------------------------- | ------ | ------ | ------ | ------- | ------- | ------- | ------- | ------- | --------- | --------- | --------- | --------- | --------- | ------- | ------- |
| 2022                               | SF     | 16     | 0      | 43      | 258     | 6,0     | 55      | 1       | 0         | 0         | 0,0       | 0         | 0         | 0       | 0       |
| 2023                               | SF     | 17     | 0      | 40      | 206     | 5,2     | 26      | 3       | 3         | 31        | 10,3      | 13        | 0         | 0       | 0       |
| 2024                               | SF     | 12     | 6      | 153     | 789     | 5,2     | 38      | 3       | 11        | 91        | 8,3       | 24        | 0         | 3       | 1       |
| Gesamt                             | Gesamt | 45     | 6      | 236     | 1253    | 5,3     | 55      | 7       | 14        | 122       | 8,7       | 24        | 0         | 3       | 1       |
| Quelle: pro-football-reference.com |        |        |        |         |         |         |         |         |           |           |           |           |           |         |         |